# برلین، نیوجرسی
برلین (به انگلیسی: Berlin) شهری در ایالت نیوجرسی کشور ایالات متحده آمریکا است که جمعیت آن در سرشماری سال ۲۰۱۰ میلادی، ۷٬۵۸۸ نفر بوده‌است.